# Emílio Gallo
Emílio Eddstone Duarte Gallo (Jaguaraçu, 22 de novembro de 1935) foi um advogado e político brasileiro do estado de Minas Gerais.

Foi deputado estadual em Minas Gerais durante a 8ª legislatura (1975 - 1979)

e deputado federal por Minas Gerais no período de 1983 a 1987.
Casado com Marta Albeny, mora atualmente na capital de Minas Gerais, Belo Horizonte.